# 槭瘤節蜱
槭瘤節蜱（学名：Aceria spicati）为節蜱科瘤節蜱屬下的一个种。